# Baile Domon
Baile Domon is een personage uit de fantasy-boekencyclus Het Rad des Tijds, geschreven door Robert Jordan.
Baile Domon is de schipper van de schuimvlok. Zijn geboorteplaats is Illian.

## Samenvatting van Domons avonturen
Het Oog van de Wereld: Tijdens de reis van Saldea terug naar Illian, redt hij Rhand, Mart en Thom, terwijl deze achtervolgd worden door Trolloks. De speelman en 'leerjongens' zorgen voor vermaak op de boot. Hij zet de passagiers af in Wittebrug, terwijl hij zijn reis naar Illian voortzet.
De Grote Jacht: Aangekomen in Illian wordt hij bedreigd, waarna hij vlucht naar het westen, naar de Arythische Oceaan. Rond de Kop van Toman komt hij in aanvaring met de Seanchanen, de legers van Artur Haviksvleugel. Deze nemen de Cuendillar schijf in beslag, die hij had gekocht in Saldea. Dit is een van de zegels van de kerker van de Duistere. Hij probeert Min, Nynaeve en Elayne te helpen om Egwene te ontsnappen van de Seanchanen.